# St. Peter und Paul (Benningen)

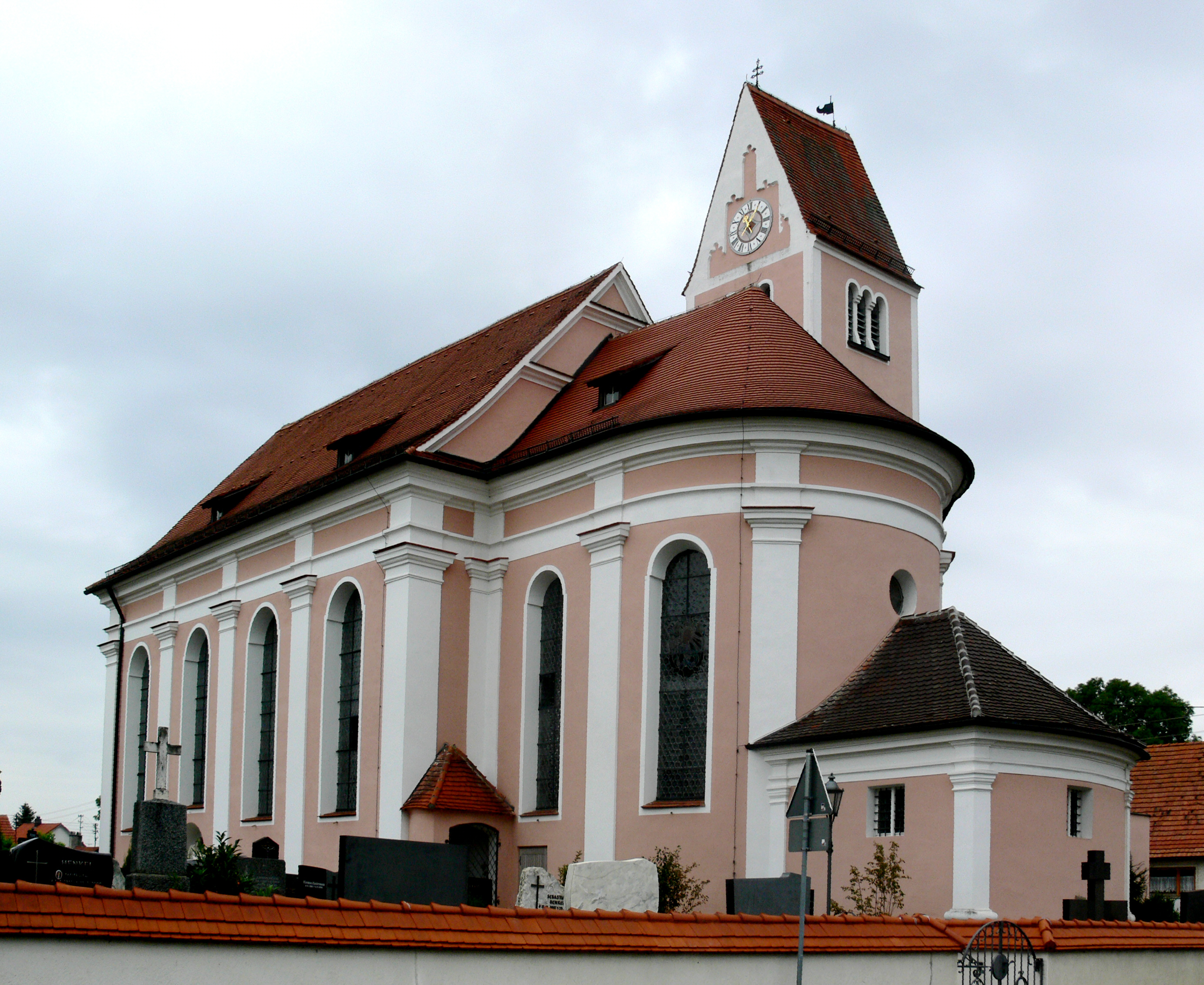
Kirche St. Peter und Paul in Benningen

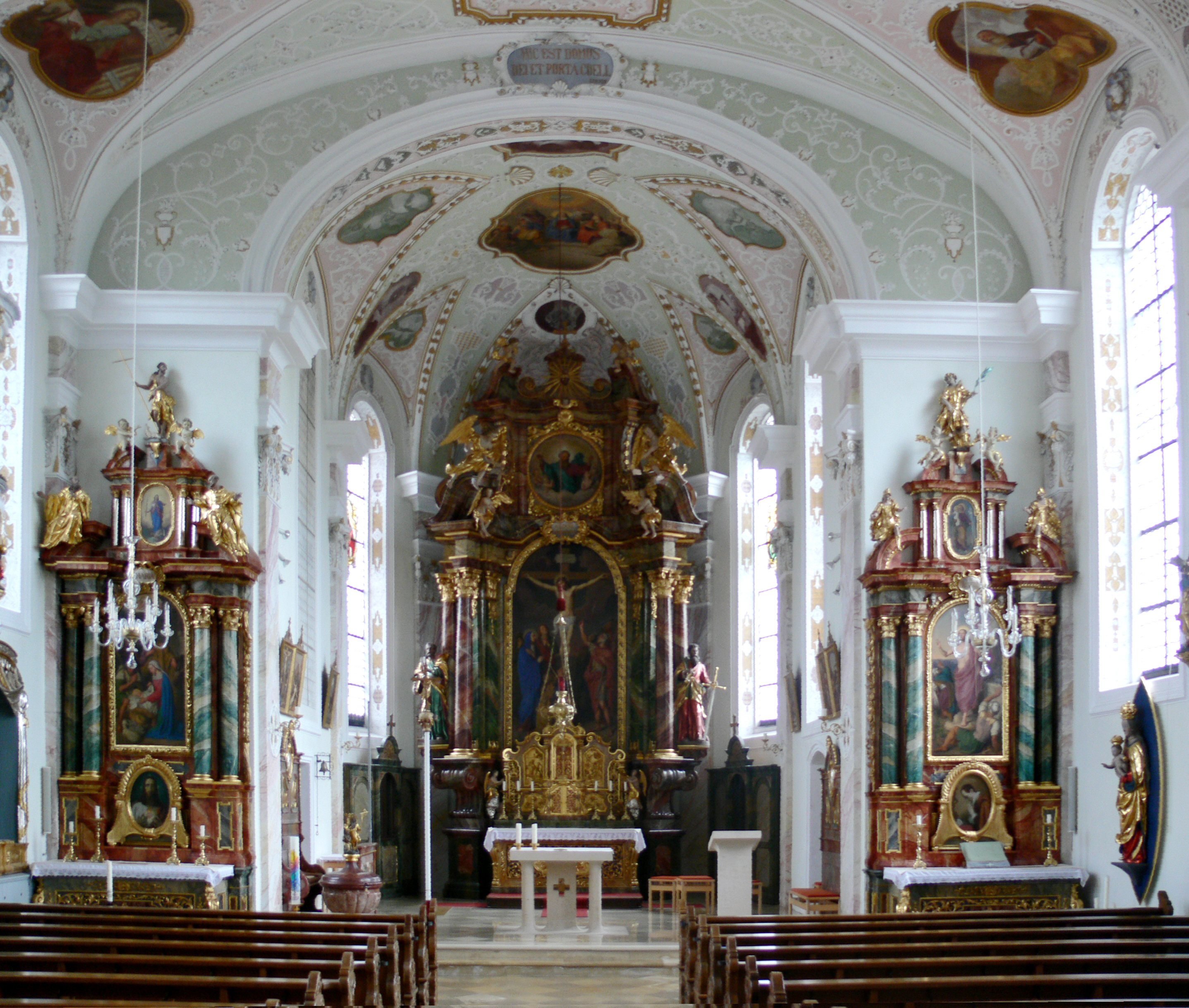
Innenansicht

St. Peter und Paul ist die katholische Pfarrkirche in Benningen im Landkreis Unterallgäu in Bayern. Die Kirche wurde in ihrer aktuellen Form in den Jahren 1726 bis 1729 errichtet. Die Pfarrkirche steht unter Denkmalschutz.

## Geschichte
Die Planungen für einen Neubau der Kirche in Benningen begannen bereits 1725. Simpert Kraemer fertigte einen Riss zum Neubau der Kirche für den Ottobeurer Abt Rupert Ness. In den Jahren 1726 bis 1729 wurden das Langhaus, der Chor und die Sakristei neu gebaut. Der aus dem Mittelalter stammende Kirchturm wurde übernommen.

## Baubeschreibung
Die geostete Kirche mit einem runden Chorschluss steht an der Hauptstraße. Das Langhaus ist ein Saalbau mit vier Fensterachsen. Sowohl das Langhaus als auch der Chor tragen ein Tonnengewölbe mit Stichkappen. Der Westgiebel ist durch Gesimse und Lisenen gegliedert. Der Kirchturm mit Satteldach befindet sich im nördlichen Chorwinkel. Er überragt das Kirchendach des Langhauses nur wenig. Die östlich am Chor angebaute Sakristei ist ein niedriger Bau mit einer Flachdecke. Der Aufgang zur Kanzel befindet sich an der Nordseite.

## Ausstattung

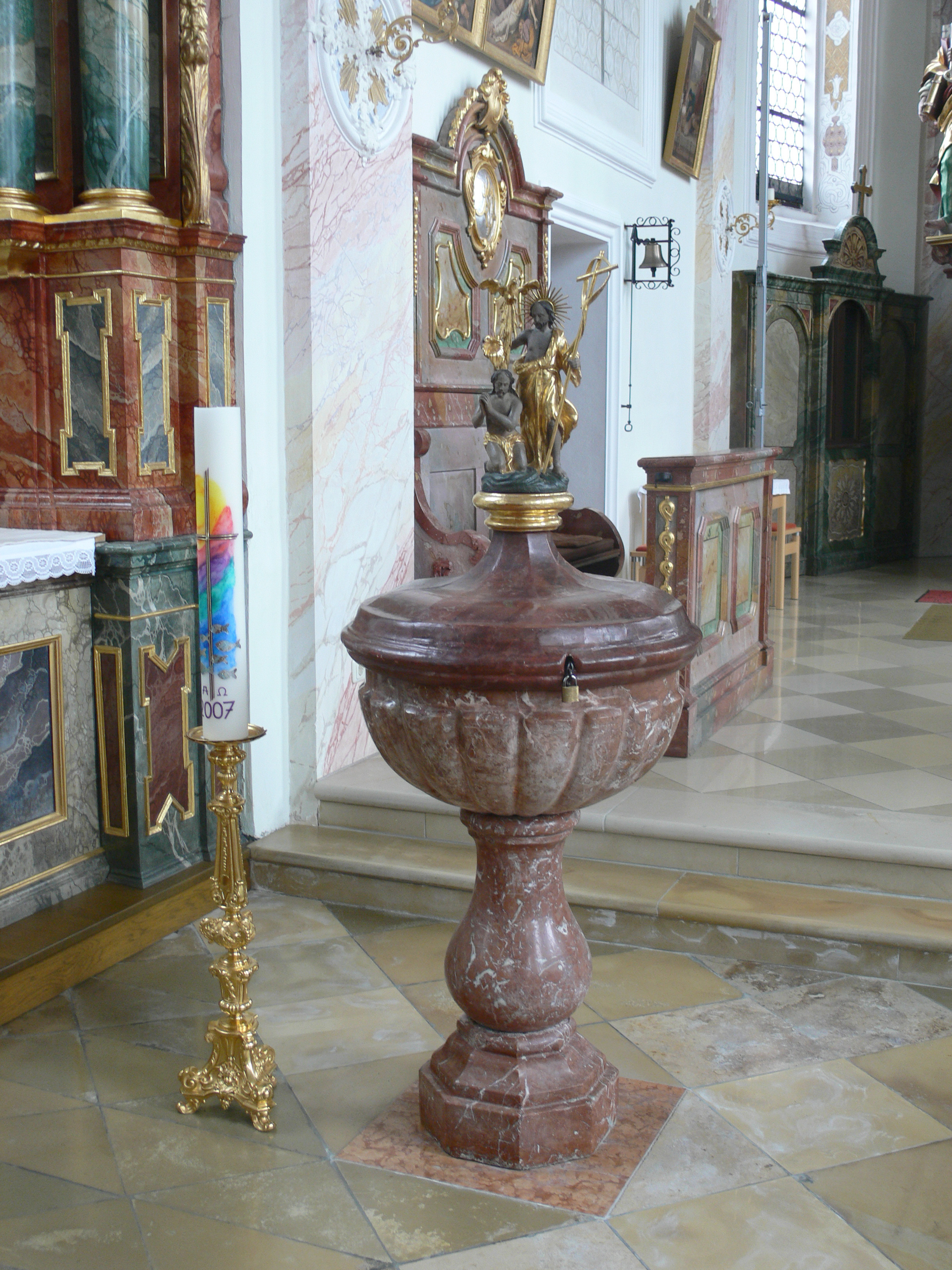
Taufstein, um ca. 1600

Drei Deckengemälde in kleinen Spiegeln von Johann Friedrich Sichelbein und stellen die Schlüsselübergabe an Petrus, die Himmelfahrt Mariäund die Bekehrung des Paulus dar. Der Stuck im Innenraum besteht aus Ranken, Bandelwerk, Engelsköpfen und Blattwerk.
Der im Jahr 1729 geschaffene Hochaltar hat einen marmorierten Holzaufbau. Modern sind das Antependium, der Tabernakel und das Altarblatt. Rechts und links vom Hochaltar sind zwischen Säulen die Holzfiguren der Heiligen Petrus und Paulus angebracht. Die beiden Seitenaltäre aus dem Jahre 1729 haben ebenfalls einen marmorierten Holzaufbau, ihre Altarblätter sind modern. Der linke Altar enthält zwei Figuren heiliger Mönche, der rechte Skulpturen, die vermutlich die Heiligen Theodor und Alexander darstellen. Der Taufstein aus rotem Marmor wurde um das Jahr 1600 gefertigt.
Die aus der Erbauungszeit stammende Kanzel an der nördlichen Wand des Langhauses hat einen stuckierten Aufbau. Die Kanzel ist von kleinen vergoldeten Holzfiguren umgeben, die Jesus Christus und vier Kirchenväter darstellen. Weitere Holzfiguren sind eine um 1784 gefertigte Pieta, eine stehende Muttergottes aus dem Jahr 1510/1520 und eine Kreuzigungsdarstellung mit Maria und Johannes um das Jahr 1760/1770.